# Puenting

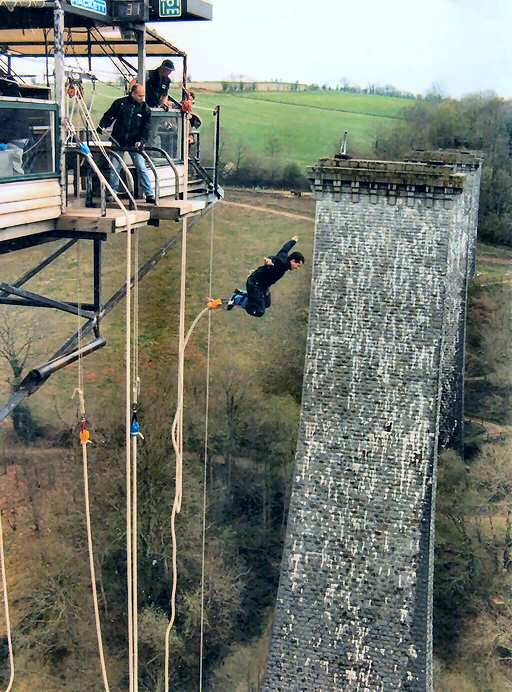
Praticando el puenting.

Puenting, o en español puentismo o salto con liana, es una actividad en la cual una persona se lanza desde una altura elevada, con uno de los puntos de la cuerda elástica atada al torso o al tobillo, y el otro extremo sujetado al punto de partida del salto. Cuando la persona salta, la cuerda se extenderá para contrarrestar la inercia provocada por la aceleración de la gravedad en la fase de la caída, entonces el sujeto ascenderá y descenderá hasta que la energía inicial del salto desaparezca.

## Historia
En 1961, David Attenborough y la cadena televisiva BBC realizaron un reportaje en la isla de Pentecostés (Vanuatu), sobre jóvenes que saltaban desde altas plataformas con sogas ajustadas a sus tobillos como una prueba de coraje.
Esta filmación inspiró a Chris Baker ―de Bristol (Inglaterra)―, a usar las cuerdas elásticas como juego de entretenimiento. El primer salto bungee moderno se concretó el 1 de abril de 1979 desde el puente colgante de Clifton, en Bristol, y fue realizado por cuatro miembros de un club de deportes extremos. Los saltadores, liderados por David Kirke, fueron arrestados poco después, pero continuaron con los saltos en Estados Unidos, de este modo difundiendo el concepto del bungee jump mundialmente.
En 1982 saltaron desde grúas y globos aerostáticos, apareciendo en televisión.
A pesar del peligro que presenta este deporte de gran altura, se han realizado con éxito millones de saltos desde 1980. Esto se debe al control estricto de los operadores como el doble cálculo en cada salto.

## Deporte de riesgo
Desafortunadamente los accidentes de este deporte tienden a ser impresionantes y variables. Un error que comúnmente se comete es usar una cuerda demasiado larga. La cuerda debe ser más corta que la altura de la plataforma del salto para que pueda extenderse.
En España, uno de los primeros fallecimientos por puentismo se produjo en agosto de 1989 en los puentes del Mascarat, en Calpe (Alicante).
Un joven alemán se lanzó al vacío y falleció debido a que la cuerda era más larga de lo debido. También se produjo un suceso ese mismo año en el puente de la Pasarela sobre el río Noguera Pallaresa, cerca de la localidad de Usme, cuando falleció un joven cordobés de 27 años.

## Etimología
La palabra puenting es un falso anglicismo debido a que se trata de la fusión de la palabra española puente y el sufijo inglés -ing que designa una acción. Está recogida en el Diccionario de la lengua española debido a su amplio uso. Ya que se trata de una palabra con una terminación ajena al español, se debe escribir en cursiva o, si no se dispone de ese tipo de tipografía, entrecomillada.